# Amur czarny
Amur czarny (Mylopharyngodon piceus) – gatunek słodkowodnej ryby z rodziny karpiowatych (Cyprinidae), jedyny przedstawiciel rodzaju Mylopharyngodon.

## Występowanie
Chiny i Tajwan oraz południowa część dorzecza Amuru. Aklimatyzowany w dorzeczu Wołgi, Dunaju, w  północnej części zlewiska Morza Czarnego oraz w Ameryce Płn.
Zasiedla spokojne i głębokie wody płynące oraz jeziora o podłożu mulistym lub piaszczystym. Jest mało wrażliwy na zmiany temperatury wody.

## Opis
Osiąga 80 cm długości (największy osobnik 148 cm i 39,5 kg masy ciała). Ciało walcowate, wydłużone, brzuch zaokrąglony. Pysk tępy, pomiędzy otworami nosowymi lekko wgłębiony, oczy małe, otwór gębowy lekko dolny. Łuski duże 39–42 wzdłuż wyraźnie zaznaczonej linii bocznej. 1 lub 2 szeregi (4–5 lub 1,4–4,1) masywnych zębów gardłowych służących do miażdżenia muszli mięczaków. W płetwie grzbietowej 9, a w odbytowej 10 promieni, wszystkie promienie są miękkie.
Ubarwienie grzbietu ciemne, prawie czarne, boki nieco jaśniejsze, brzuch brudnobiały o słabym, srebrzystym połysku. Wszystkie płetwy ciemnoszare.

## Odżywianie
Żywi się głównie ślimakami z rodzaju Viviparus. Zjada również owady wodne.

## Rozród
O rozrodzie amura czarnego nic nie wiadomo oprócz tego, że ikra swobodnie unosi się w toni wodnej.

## Znaczenie gospodarcze
W Azji poławiany na dużą skalę. Hodowany w stawach.